# 尤納什基夫
49°18′20″N 24°39′22″E / 49.30556°N 24.65611°E
尤納什基夫（烏克蘭語：Юнашків），是烏克蘭西部的村莊，隸屬伊萬諾-弗蘭科夫斯克州的伊萬諾-弗蘭科夫斯克區。該村始建於1461年，面積11.48平方公里，2001年人口1,006，人口密度每平方公里87.6人。